# Staniu
Staniul sau cositorul este un element chimic din grupa a XIV-a și perioada a V-a a tabelului periodic al elementelor.

Modelul atomic al staniului

## Caracteristici
- Simbol chimic: Sn
- Număr atomic: 50
- Masă atomică: 118,7 uam
- Densitate, (la 20 °C): 7,28 g/cm³
- Electronegativitate (pe scala Pauling): 1,96
- Punct de topire: 231,8 °C
- Punct de fierbere: 2362 °C
- Stare: solidă (metal)
- Culoare: alb-argintiu

## Istoric
Prima menționare a acestui metal, care, după cum credeau oamenii înainte, avea chiar și unele proprietăți magice, poate fi găsită în textele biblice. Staniul a jucat un rol decisiv în îmbunătățirea vieții în timpul epocii bronzului. În acel moment, cel mai durabil aliaj de metal pe care îl poseda omul era bronzul. Bronzul se poate obține prin adăugarea staniului în cupru. Timp de câteva secole, obiectele se făceau din acest material, de la unelte la bijuterii.
Extracția și utilizarea staniului pot fi datate la începuturile epocii bronzului în jurul anului 3000 î.Hr., când s-a observat că obiectele de cupru formate din minereuri polimetalice cu conținut metalic diferit aveau proprietăți fizice diferite. Cele mai vechi obiecte de bronz aveau un conținut de staniu sau arsenic mai mic de 2 % și, prin urmare, se consideră a fi rezultatul alierii neintenționate datorită conținutului de metale din minereul de cupru. Adăugarea unui al doilea metal la cupru îi mărește duritatea, scade temperatura de topire și îmbunătățește procesul de turnare prin producerea unei topituri mai fluide care se răcește la un metal mai dens, mai puțin spongios. Aceasta a fost o inovație importantă care a permis formele mult mai complexe turnate în matrițele închise din epoca bronzului. Obiectele de arsenic din bronz apar pentru prima dată în Orientul Apropiat, unde arsenicul se găsește frecvent în asociere cu minereul de cupru, dar riscurile pentru sănătate s-au descoperit rapid și căutarea surselor mult mai puțin periculoase de minereuri de staniu a început încă din epoca bronzului. Aceasta a creat cererea de staniu rar și a format o rețea comercială care a legat sursele îndepărtate de staniu de piețele culturilor din epoca bronzului.

## Compușii staniului
Oxid de staniu - SnO
Seleniura de staniu - SnSe
Telurida de staniu - SnTe
Bromura de staniu - SnBr2
Hidroxid de staniu - Sn(OH)2
Fluorura de staniu - SnF2
Diclorura de dimetil - [Sn(CH3)2] Cl2
Iodura de dietilstaniu - [Sn(C2H5)2] I2
Diclorura de dibutil -  [Sn(CH3)2] Cl2
Hidrura stanica - SnH4

## Fabricare
Se obține din casiterit (SnO2), prin reducere cu cărbune.

## Utilizare
Aparținând grupei metalelor, cositorul are o temperatură de topire scăzută, motiv pentru care este folosit în industria electrotehnică în aliaje de lipire a altor elemente metalice.
Staniul este foarte maleabil, putând fi ușor laminat în foi subțiri (staniol). Se întrebuințează la protejarea altor metale (de ex.: fierul, tablă albă) contra coroziunii; de asemenea, în multe aliaje: fludor, bronz, etc.